# Tucker Murphy
Pour les articles homonymes, voir Murphy.
Tucker Murphy, né le 21 octobre 1981 à Dallas, est un fondeur bermudien.

## Biographie
Dans sa jeunesse, il a étudié la biologie au Dartmouth College, pour lequel il prend part à ses premières compétitions nationales en ski de fond, Murphy pratiquant à l'origine l'aviron. Il reçoit ensuite une bourse d'études : le Rhodes Scholarship qui lui permet d'étudier pour un doctorat de zoologie à l'université d'Oxford.
Il prend part à ses premiers jeux olympiques en 2010 à Vancouver, où en tant que porte-drapeau à la cérémonie d'ouverture, il termine 88e du quinze kilomètres libre. Il est ainsi devenu le premier skieur bermudien à prendre part aux Jeux olympiques.
Lors de la cérémonie d'ouverture des Jeux olympiques d'hiver de 2014 à Sotchi, il se distingue de nouveau en portant une paire de bermudas comme en 2010. Sur le quinze kilomètres classique de ces jeux, il prend la 84e place.
En 2018, il est encore seul représentant de sa délégation aux Jeux olympiques à Pyeongchang. Il y finit centième du quinze kilomètres libre.